# 革命烈士張玉寬紀念碑
革命烈士張玉寬紀念碑，原建於1952年臺灣新竹市東區新竹公園，現遷於新竹市軍人公墓。

## 歷史
臺灣戰後初期，中華民國政府為了加強民族精神教育，在很多地方立了激發民族愛國意識的紀念碑，其中一例為革命烈士張玉寬紀念碑。此碑由來是依《中央日報》報導是中華民國國軍上士張玉寬在1952年4月4日遇害，便於鄒洪上將紀念碑30公尺處立碑。1952年9月28日8點，由蔣經國代表參謀總長主祭，縣長朱盛淇、總政治部何志浩等人參加落成典禮，9點20分結束。
碑體頂有中華民國國徽、碑面刻有于右任輓聯一副與蔣中正題字。碑文上則載張玉寬是雲南人士，曾在劉玉章部隊，因深入敵後工作被逮捕殉職。
在1997年報導時，張玉寬紀念碑已碑基龜裂、無絲毫鮮花和祭品，引起記者感嘆。1999年，市立文化中心委請新竹中學教師張德南等人清查。2003年，新竹市政府為擴大新竹市立動物園，計畫遷移此碑。之後碑體遷至新竹市軍人公墓後，因連解說及導引牌示都無、場地荒涼，引起新竹市議會國民黨黨團總召陳治雄在2022年8月23日指責林智堅主導的新竹市政府。